# Liste des films de la Société Lumière par pays de tournage
Cette liste est issue du catalogue des films de la Société Lumière, publiés entre 1895 et 1905.

Ce catalogue  comporte 1 423 films numérotés (610 tournés à l'étranger et 813 en France métropolitaine). 19 d’entre eux étant perdus, ce sont 1 404 films qui ont été identifiés et restaurés. Certaines vues portent le même titre et sont classées par série.
Outre les films de Louis Lumière, de nombreux opérateurs ont réalisé des courts métrages pour le compte de l'entreprise lumière en parcourant les quatre coins du monde, comme Alexandre Michon, Alexandre Promio, Charles Moisson, Clément Maurice, Constant Girel, Félix Mesguich, Francesco Felicetti, Francis Doublier, Gabriel Veyre, Gaston Velle, Giuseppe Filippi, Marius Sestier, Paul Menu, Shibata Tsunekichi, Ugo Bettini, Ugo Bettini et Vittorio Calcina, eux aussi pionniers du cinéma. Il y a 782 films dont l'opérateur n'a pu être identifié.
Algérie
Allemagne
Amérique du sud
Australie
Autriche-Hongrie
Belgique
Canada
Égypte
Espagne
États-Unis
Indochine
Italie
Japon
Mexique
Roumanie
Royaume-Uni
Russie
Suède
Suisse
Tunisie
Turquie ottomane

## Liste des films tournés enAlgérie
| Vue no                                      | Titre                                                         | Opérateur        | Lieu de tournage                                             | Année         |
| Vues : Divers                               | Vues : Divers                                                 | Vues : Divers    | Vues : Divers                                                | Vues : Divers |
| ------------------------------------------- | ------------------------------------------------------------- | ---------------- | ------------------------------------------------------------ | ------------- |
| 197                                         | La Prière du muezzin                                          | Alexandre Promio | Alger                                                        | 1896          |
| 198                                         | La Descente des ânes                                          | id.              | id.                                                          | id.           |
| 199                                         | Le Marché arabe à Alger                                       | id.              | id.                                                          | id.           |
| 1386                                        | Biskra : Enfants indigènes ramassant des pièces de monnaie    | id.              | Biskra                                                       | id.           |
| 1387                                        | Biskra : Une noce indigène                                    | id.              | id.                                                          | id.           |
| Vues : Villes et paysages                   |                                                               |                  |                                                              |               |
| 200                                         | La Place du Gouvernement à Alger                              | Alexandre Promio | Place du Gouvernement (aujourd'hui place des Martyrs), Alger | 1896          |
| 201                                         | La Rue Bab-Azoun à Alger                                      | id.              | Alger                                                        | id.           |
| 203                                         | La Rue de Mascara                                             | id.              | Rue de Mascara, Tlemcen                                      | id.           |
| 204                                         | La Rue Sidi-Bou-Medine à Tlemcen                              | id.              | Rue Sidi-Bou-Medine, Tlemcen                                 | id.           |
| 205                                         | La Rue de France à Tlemcen                                    | id.              | Rue de France,Tlemcen                                        | id.           |
| 1381 et 1382                                | Panorama du port d’Alger i, ii                                | id.              | id.                                                          | 1903          |
| 1383                                        | Départ de la place du Gouvernement à Alger                    | id.              | Place du Gouvernement (aujourd'hui place des Martyrs)        | id.           |
| 1384                                        | Ligne d’Alger à Koléa : Le Grand Ravin                        | id.              | Koléa (aujourd'hui Alger)                                    | id.           |
| 1385                                        | Ligne d’Alger à Koléa : Tunnel de Pointe-Pescade              | id.              | Pointe-Pescade (aujourd'hui Alger)                           | id.           |
| Vues : Travail, chantiers                   |                                                               |                  |                                                              |               |
| 19                                          | Chargement d’un wagon de tonneaux                             | id.              | Alger                                                        | id.           |
| 202                                         | Déchargement au port d'Alger                                  | id.              | Alger                                                        | id.           |
| Vues : Évènements officiels                 |                                                               |                  |                                                              |               |
| Voyage du président Émile Loubet en Algérie |                                                               |                  |                                                              |               |
| 1355                                        | Débarquement de Mr le président à Alger                       | Alexandre Promio | Amirauté, Alger                                              | 1903          |
| 1356                                        | Mr le président au palais d’hiver d'Alger                     | id.              | Palais d’hiver, Alger                                        | id.           |
| 1357                                        | Cortège de la voiture du président Émile Loubet               | id.              | Alger                                                        | id.           |
| 1359                                        | Arrivée de M. le président sur le terrain de la revue à Alger | id.              | Champ de manouvres de Mustapha, Alger                        | id.           |
| 1360                                        | Le cortège à Chéragas                                         | id.              | Chéragas                                                     | id.           |
| 1361                                        | Le cortège à Pointe-Pescade                                   | id.              | Pointe-Pescade                                               | id.           |
| 1363                                        | Mr le président au palais d’été à Mustapha                    | id.              | Palais d'Été de Mustapha, Mustapha (aujourd'hui Alger)       | id.           |
| 1364                                        | Mr le président montant à la tribune pour la revue            | id.              | Champ de manoeuvres de Mustapha                              | id.           |
| 1365                                        | Arrivée à la revue d’Alger de la délégation anglaise          | id.              | Champ de manoeuvres de Mustapha                              | id.           |
| 1366                                        | Arrivée de Mr le président à Saint-Denis-du-Sig               | id.              | Saint-Denis-du-Sig                                           | id.           |
| 1367                                        | Arrivée de Mr le Président à Sidi-Bel-Abbès                   | id.              | Sidi Bel Abbès                                               | id.           |
| 1368                                        | Mr Le Président se rendant au déjeuner à Sidi-Bel-Abbès       | id.              | Sidi Bel Abbès                                               | id.           |
| 1370                                        | La remise des décorations                                     | id.              | Champ de manœuvres de Mustapha                               | id.           |
| 1371                                        | Mr Le Président se rend au déjeuner en gare de Perrégaux      | id.              | Perrégaux (aujourd'hui El Mohammadia)                        | id.           |
| 1372                                        | Défilé des chameaux avec les Bassours                         | id.              | camp du Kreider, Sud-Oranais                                 | id.           |
| 1373                                        | Le Cortège à Constantine                                      | id.              | Constantine                                                  | id.           |

## Liste des films tournés enAllemagne
| Vue no                                   | Titre                                                                                      | Opérateur       | Lieu de tournage                                       | Année         |
| Vues : Divers                            | Vues : Divers                                                                              | Vues : Divers   | Vues : Divers                                          | Vues : Divers |
| ---------------------------------------- | ------------------------------------------------------------------------------------------ | --------------- | ------------------------------------------------------ | ------------- |
| 785                                      | Lancement du Fürst-Bismarck à Kiel                                                         | Inconnu         | Kiel                                                   | 1897          |
| Vues : Spectacles                        |                                                                                            |                 |                                                        |               |
| 31                                       | Danse tyrolienne                                                                           | Constant Girel  | Cologne                                                | 1896          |
| Vues : Villes et paysages                |                                                                                            |                 |                                                        |               |
| 218                                      | L'Avenue sous les Tilleuls à Berlin                                                        | Charles Moisson | Berlin                                                 | 1896          |
| 219                                      | Panoptikum-Friedrichstrasse                                                                | Inconnu         | Friedrichstraße 164-165, angle de Behrenstraße, Berlin | 1896          |
| 220                                      | Potsdamer Platz                                                                            | Inconnu         | Potsdamer Platz, Berlin                                | 1896          |
| 225                                      | Sortie de la cathédrale                                                                    | Charles Moisson | Cologne                                                | 1896          |
| 226                                      | Arrivée de l’express                                                                       | id.             | id.                                                    | id.           |
| 227                                      | Panorama pris sur un bateau en marche à Cologne                                            | Constant Girel  | Cologne                                                | 1896          |
| 228                                      | Pont de bateaux sur le Rhin                                                                | Constant Girel  | Schiffbrücke (aujourd'hui Deutzer Brücke), Cologne     | 1896          |
| 229                                      | Postplatz                                                                                  | Inconnu         | Postplatz (en), Dresde                                 | 1896          |
| 230                                      | Vieux quartier allemand à l'Exposition de Dresde                                           | id.             | Exposition industrielle, Dresde                        | id.           |
| 231                                      | August-Brücke                                                                              | id.             | August Brücke, Dresde                                  | id.           |
| 233                                      | Alter Marktplatz                                                                           | id.             | Roszmarkt, Francfort-sur-le-Main                       | 1897          |
| 234                                      | Lombardsbrücke                                                                             | id.             | Lombardsbrücke, Hambourg                               | 1896          |
| 235                                      | La Karlsplace à Munich                                                                     | id.             | Karlsplatz, Munich                                     | id.           |
| 236                                      | Maximilianeum                                                                              | id.             | Maximiliansbrücke, Munich                              | id.           |
| 237                                      | Schloßplatz                                                                                | id.             | Schloßplatz, Stuttgart                                 | id.           |
| 238                                      | La Fontaine sur le Schloßplatz                                                             | id.             | Schloßplatz, Stuttgart                                 | id.           |
| 428                                      | Hallesches Thor à Berlin                                                                   | id.             | Blücherplatz                                           | id.           |
| Vues : Militaires                        |                                                                                            |                 |                                                        |               |
| 242 à 244                                | 26e dragons à Stuttgart                                                                    | Inconnu         | Stuttgart                                              | 1896          |
| Vues : Évènements officiels              |                                                                                            |                 |                                                        |               |
| 232                                      | Réception de Guillaume ii à Francfort-sur-le-Main                                          | Charles Moisson | Francfort-sur-le-Main                                  | 1896          |
| Une fête à Stuttgart                     |                                                                                            |                 |                                                        |               |
| 239                                      | Cortège sur le Schlossplatz                                                                | Inconnu         | Schloßplatz, Stuttgart                                 | 1896          |
| 240                                      | Cortège des anciens Germains                                                               | id.             | id.                                                    | id.           |
| 241                                      | Cortège de cavaliers                                                                       | id.             | id.                                                    | id.           |
| 783                                      | Cortège du prince Weimar à Stuttgart                                                       | id.             | id.                                                    | id.           |
| 784                                      | Pose de la première pierre du monument de Guillaume Ier, par le général comte de Waldersee | Inconnu         | Altona (aujourd'hui Hambourg)                          | 1897          |
| Voyage du tsar Nicolas ii en Allemagne   |                                                                                            |                 |                                                        |               |
| 224                                      | Guillaume ii et Nicolas ii à cheval                                                        | Constant Girel  | Breslau (aujourd'hui Pologne, Wroclaw)                 | 1896          |
| 245                                      | Revue devant Guillaume ii et Nicolas ii                                                    | id.             | Görlitz                                                | id.           |
| Inauguration du monument à Guillaume Ier |                                                                                            |                 |                                                        |               |
| 221                                      | Avant l’inauguration. Arrivée des souverains                                               | id.             | Breslau (aujourd'hui Pologne, Wroclaw)                 | id.           |
| 222                                      | Inauguration (longueur : 8 mètres)                                                         | Id              | Id                                                     | Id            |
| 223                                      | Défilé de hussards devant Guillaume II                                                     | Id              | Id                                                     | Id            |

## Liste des films tournés enAmérique du sud
| Vue no        | Titre                     | Opérateur        | Lieu de tournage                    | Année         |
| Vues : Divers | Vues : Divers             | Vues : Divers    | Vues : Divers                       | Vues : Divers |
| ------------- | ------------------------- | ---------------- | ----------------------------------- | ------------- |
| 834           | Baignade de négrillons    | Gabriel Veyre    | Cuba ou Amérique du sud             | 1897          |
| Martinique    |                           |                  |                                     |               |
| 1388 à 1390   | Fort-de-France i, ii, iii | Alexandre Promio | Fort-de-France, Antilles françaises | 1903          |

## Liste des films tournés enAustralie
| Vue no             | Titre                          | Opérateur      | Lieu de tournage                    | Année         |
| Vues : Divers      | Vues : Divers                  | Vues : Divers  | Vues : Divers                       | Vues : Divers |
| ------------------ | ------------------------------ | -------------- | ----------------------------------- | ------------- |
| 652                | Arrivée d’un train à Melbourne | Marius Sestier | Melbourne                           | 1896          |
| Vues : Spectacles  |                                |                |                                     |               |
| 117                | Patineur grotesque             | Marius Sestier | Melbourne                           | 1896          |
| Vues : Sport       |                                |                |                                     |               |
| La Cup à Melbourne |                                |                |                                     |               |
| 418                | La foule                       | Marius Sestier | Hippodrome de Flemington, Melbourne | 1896          |
| 419                | Arrivée du gouverneur          | id.            | id.                                 | id.           |
| 420                | Enceinte du pesage             | id.            | id.                                 | id.           |
| 421                | Sortie des chevaux             | id.            | id.                                 | id.           |
| 422                | La course                      | id.            | id.                                 | id.           |
| 423                | Présentation du vainqueur      | id.            | id.                                 | id.           |

## Liste des films tournés enAutriche-Hongrie
| Vue no                              | Titre                                 | Opérateur        | Lieu de tournage                                        | Année         |
| Vues : Divers                       | Vues : Divers                         | Vues : Divers    | Vues : Divers                                           | Vues : Divers |
| ----------------------------------- | ------------------------------------- | ---------------- | ------------------------------------------------------- | ------------- |
| 427                                 | Retour des courses à Vienne           | Charles Moisson  | Hippodrome de Freudenau, Prater, Vienne                 | 1896          |
| Vues : Villes et paysages           |                                       |                  |                                                         |               |
| 274                                 | Le Ring                               | id.              | angle du Kärntner-Ring et de la Kärntner Straße, Vienne | 1896          |
| 275                                 | Entrée du Cinématographe à Vienne     | id.              | Kärntner Straße, Vienne                                 | 1903          |
| 273                                 | Pont suspendu                         | id.              | Széchenyi lánchíd (Pont aux chaînes), Budapest          | 1896          |
| Vues : Spectacles                   |                                       |                  |                                                         |               |
| Fêtes du Millénaire de Hongrie      |                                       |                  |                                                         |               |
| 271                                 | Cortège de la couronne                | Charles Moisson  | Disz Ter (place des Parades), Budapest                  | 1896          |
| 272                                 | Cortège du sceptre royal              | id.              | id.                                                     | id.           |
| Vues : Sport                        |                                       |                  |                                                         |               |
| 1037                                | Voltige à cheval à Prague             | Inconnu          | (aujourd'hui République tchèque), Bohême, Prague        | 1901          |
| Vues : Militaire                    |                                       |                  |                                                         |               |
| Manœuvres de la marine autrichienne |                                       |                  |                                                         |               |
| 836                                 | Arrivée d’un bateau et mise à l’ancre | Alexandre Promio | Šibenik, Dalmatie, Aujourd'hui Croatie                  | 1898          |
| 837                                 | Salut dans les vergues                | id.              | id.                                                     | id.           |
| 838                                 | Branle-bas de combat                  | id.              | Pula, Istrie, Aujourd'hui Croatie                       | id.           |
| 839                                 | Débarquement et feu de mousqueterie   | id.              | id.                                                     | id.           |
| 840                                 | Régates (aller)                       | id.              | Šibenik, Dalmatie                                       | id.           |
| 841                                 | Régates (retour)                      | id.              | id.                                                     | id.           |
| 842                                 | Course de matelots                    | id.              | Pula ou Šibenik, Istrie ou Dalmatie                     | id.           |

## Liste des films tournés enBelgique
| Vue no                    | Titre                                 | Opérateur                 | Lieu de tournage                                                                       | Année                     |
| Vues : Villes et paysages | Vues : Villes et paysages             | Vues : Villes et paysages | Vues : Villes et paysages                                                              | Vues : Villes et paysages |
| ------------------------- | ------------------------------------- | ------------------------- | -------------------------------------------------------------------------------------- | ------------------------- |
| 526                       | Boulevard Anspach                     | Alexandre Promio          | Boulevard Anspach, Bruxelles                                                           | 1897                      |
| 527                       | La Bourse de Bruxelles                | Louis Lumière             | La Bourse de Bruxelles                                                                 | 1896                      |
| 528                       | Place de Brouckère                    | Alexandre Promio          | Place de Brouckère, Bruxelles                                                          | 1897                      |
| 529                       | Grand'Place                           | Alexandre Promio          | Grand'Place, Bruxelles                                                                 | 1897                      |
| 530                       | Sainte-Gudule                         | Alexandre Promio          | cathédrale Sainte-Gudule (aujourd'hui cathédrale Saints-Michel-et-Gudule de Bruxelles) | 1897                      |
| 531                       | Arrivée en bateau                     | Alexandre Promio          | L'Escaut, Anvers                                                                       | 1897                      |
| 532                       | Panorama de la ville pris d’un bateau | Alexandre Promio          | L'Escaut, Anvers                                                                       | 1897                      |

## Liste des films tournés auCanada
| Vue no        | Titre          | Opérateur     | Lieu de tournage                                                                   | Année         |
| Vues : Divers | Vues : Divers  | Vues : Divers | Vues : Divers                                                                      | Vues : Divers |
| ------------- | -------------- | ------------- | ---------------------------------------------------------------------------------- | ------------- |
| 1000          | Danse indienne | Gabriel Veyre | Réserve indienne Mohawk de Kahnawake (aujourd'hui en banlieue de Montréal), Québec | 1898          |

## Liste des films tournés enÉgypte
| Vue no                               | Titre                                                      | Opérateur        | Lieu de tournage                            | Année         |
| Vues : Divers                        | Vues : Divers                                              | Vues : Divers    | Vues : Divers                               | Vues : Divers |
| ------------------------------------ | ---------------------------------------------------------- | ---------------- | ------------------------------------------- | ------------- |
| 361                                  | Arrivée du train de Ramleh                                 | Alexandre Promio | Alexandrie                                  | 1897          |
| 364                                  | Bédouins avec chameaux sortant de l’octroi                 | id.              | Le Caire                                    | 1897          |
| 369                                  | Un enterrement                                             | id.              | id.                                         | id.           |
| 378                                  | Barrage du Nil                                             | id.              | Barrage du Delta, Le Caire                  | id.           |
| 379                                  | Bourricots sous les palmiers                               | id.              | Saqqarah                                    | id.           |
| 380                                  | Village de Sakkarah                                        | id.              | Saqqarah                                    | id.           |
| 382                                  | Descente de la grande pyramide                             | id.              | Gizeh                                       | id.           |
| Vues : Villes et paysages            |                                                            |                  |                                             |               |
| 359                                  | Embarquement                                               | Alexandre Promio | Le port d'Alexandrie                        | 1897          |
| 360                                  | La Place Méhémet Ali                                       | id.              | Place Méhémet Ali, Alexandrie               | id.           |
| 370                                  | Place de la Citadelle                                      | id.              | Place Mohammed Ali ou place de la Citadelle | id.           |
| 371                                  | Place du Gouvernement                                      | id.              | Place du Gouvernement, Le Caire             | id.           |
| 372                                  | Place de l’Opéra                                           | id.              | Place de l'Opéra, Le Caire                  | id.           |
| 373                                  | 'Place Soliman Pacha                                       | id.              | Place Soliman Pacha, Le Caire               | id.           |
| 374                                  | Rue Sayeda-Zeinab                                          | id.              | Rue Sayeda-Zeinab, Le Caire                 | id.           |
| 375                                  | Rue Ataba-el-Khadra                                        | id.              | Rue Ataba-el-Khadra, Le Caire               | id.           |
| 376                                  | Rue Sharia-el-Nahassine                                    | id.              | Rue Sharia-el-Nahassine, Le Caire           | id.           |
| 377                                  | Rue Tath-el-Rab’                                           | id.              | Rue Tath-el-Rab’, Le Caire                  | id.           |
| 381                                  | Les Pyramides                                              | id.              | Gizeh                                       | id.           |
| Les rives du Nil                     |                                                            |                  |                                             |               |
| 386 à 393                            | Panorama des rives du Nil i, ii, iii, iv, v, vi, vii, viii | Alexandre Promio | Le Nil                                      | 1897          |
| Le pont de Kasr-el-Nil               |                                                            |                  |                                             |               |
| 365                                  | Pont de Kasr-el-Nil                                        | Alexandre Promio | Pont Qasr al-Nil, Le Caire                  | 1897          |
| 366 et 367                           | Sortie du pont de Kasr-el-Nil                              | id.              | id.                                         | id.           |
| 368                                  | Kasr-el-Nil                                                | id.              | id.                                         | id.           |
| Panoramas en chemin de fer           |                                                            |                  |                                             |               |
| 383                                  | Départ du Caire                                            | Alexandre Promio | Le Caire                                    | 1897          |
| 384                                  | Départ de Benha                                            | id.              | Benha                                       | id.           |
| 385                                  | Départ de Toukh                                            | id.              | Toukh                                       | id.           |
| Vues : Militaires                    |                                                            |                  |                                             |               |
| 414                                  | Défilé de l’infanterie                                     | Alexandre Promio | Le Caire                                    | 1897          |
| 415                                  | Défilé de l’artillerie                                     | id.              | id.                                         | id.           |
| Vues : Évènements officiels          |                                                            |                  |                                             |               |
| Départ du Tapis sacré pour La Mecque |                                                            |                  |                                             |               |
| 362                                  | Le khédive et son escorte                                  | Alexandre Promio | Le Caire                                    | 1897          |
| 363                                  | Procession du tapis sacré                                  | id.              | id.                                         | id.           |

## Liste des films tournés enEspagne
| Vue no                                   | Titre                                         | Opérateur        | Lieu de tournage                                                   | Année         |
| Vues : Divers                            | Vues : Divers                                 | Vues : Divers    | Vues : Divers                                                      | Vues : Divers |
| ---------------------------------------- | --------------------------------------------- | ---------------- | ------------------------------------------------------------------ | ------------- |
| 259                                      | Arrivée des toréadors                         | Alexandre Promio | Plaza de toros de la route d'Aragon (aujourd'hui détruite), Madrid | 1896          |
| 856                                      | Foire de Séville                              | Inconnu          | Séville                                                            | 1898          |
| 1125                                     | Sortie d’un bal d’enfants costumés en Espagne | Inconnu          | Espagne                                                            | 1900          |
| Les préparatifs d'une course de taureaux |                                               |                  |                                                                    |               |
| 860                                      | Transport de cages                            | Inconnu          | Séville                                                            | 1898          |
| 861                                      | École de tauromachie                          | id.              | id.                                                                | id.           |
| 862                                      | Encierro de toros                             | id.              | id.                                                                | id.           |
| La Semaine sainte à Séville              |                                               |                  |                                                                    |               |
| 857 à 859                                | Procession à Séville i, ii, iii               | Inconnu          | Séville                                                            | 1898          |
| Vues : Villes et paysages                |                                               |                  |                                                                    |               |
| 260                                      | Puerta del Sol                                | Alexandre Promio | Puerta del Sol (Madrid)                                            | 1896          |
| 261                                      | La Porte de Tolède                            | Alexandre Promio | Madrid                                                             | 1896          |
| 787 et 788                               | Panorama du port i, ii                        | Inconnu          | Barcelone                                                          | 1898          |
| 855                                      | Rue à Séville                                 | Inconnu          | Séville                                                            | 1898          |
| Vues : Spectacles                        |                                               |                  |                                                                    |               |
| 434 et 435                               | Courses de taureaux i, ii                     | Inconnu          | Plaza de toros de Maestranza                                       | 1897          |
| Danses espagnoles                        |                                               |                  |                                                                    |               |
| 843                                      | El Vito                                       | Inconnu          | Alcazar de Séville                                                 | 1898          |
| 844                                      | Estrella de Andalucia                         | id.              | id.                                                                | id.           |
| 845                                      | La Jota                                       | id.              | id.                                                                | id.           |
| 846                                      | Boleras Robadas (ensemble)                    | id.              | id.                                                                | id.           |
| 847                                      | Bolero de medio paso                          | id.              | id.                                                                | id.           |
| 848                                      | Las Peteneras                                 | id.              | id.                                                                | id.           |
| 849                                      | Las Manchegas                                 | id.              | id.                                                                | id.           |
| 850                                      | Boleras Robadas (deux)                        | id.              | id.                                                                | id.           |
| 851                                      | La Malagueña y el Torero                      | id.              | id.                                                                | id.           |
| 852                                      | Bolero de medio paso (ensemble)               | id.              | id.                                                                | id.           |
| 853                                      | La Sal de Andalucía                           | id.              | id.                                                                | id.           |
| 854                                      | El Ole de la Curra                            | id.              | id.                                                                | id.           |
| Vues : Travail, chantiers                |                                               |                  |                                                                    |               |
| 34                                       | Déchargement d’un navire                      | Alexandre Promio | Le port de Barcelone                                               | 1896          |
| Vues : Militaires                        |                                               |                  |                                                                    |               |
| Les militaires à Barcelonne              |                                               |                  |                                                                    |               |
| 789                                      | Régiment d’artillerie sortant de la messe     | Inconnu          | Barcelone                                                          | 1898          |
| 790, perdu                               | Défilé d’un régiment d’infanterie             | id.              | id.                                                                | id.           |
| 791                                      | Artillerie de montagne avec mulets            | id.              | id.                                                                | id.           |
| 792 à 794 (794,perdu)                    | Les Hussards i, ii, iii                       | id.              | id.                                                                | id.           |
| 795                                      | Cavalerie                                     | id.              | id.                                                                | id.           |
| Les militaires à Madrid                  |                                               |                  |                                                                    |               |
| 262                                      | Hallebardiers de la reine                     | Alexandre Promio | Palais royal de Madrid                                             | 1896          |
| 263                                      | Charge des lanciers de la reine               | id.              | Camp de Vicálvaro, Madrid                                          | id.           |
| 264                                      | Défilé des lanciers de la reine               | id.              | Camp de Vicálvaro, Madrid                                          | id.           |
| 265                                      | Défilé du génie                               | id.              | Caserne du Principe Pío, Madrid                                    | id.           |
| 266                                      | Danse au bivouac                              | id.              | Camp de Vicálvaro, Madrid                                          | id.           |
| 267                                      | Exercice du tir de l'artillerie               | id.              | Caserne du Principe Pío, Madrid                                    | id.           |
| 268                                      | Cyclistes militaires                          | id.              | Caserne du Principe Pío, Madrid                                    | id.           |
| 269                                      | Garde descendante du palais royal             | id.              | Palais royal, Madrid                                               | id.           |
| 270                                      | Distribution des vivres aux soldats           | id.              | Caserne du Principe Pío, Madrid                                    | id.           |

## Liste des films tournés auxÉtats-Unis
| Vue no                                   | Titre                                                 | Opérateur        | Lieu de tournage                            | Année        |
| Vues :Divers                             | Vues :Divers                                          | Vues :Divers     | Vues :Divers                                | Vues :Divers |
| ---------------------------------------- | ----------------------------------------------------- | ---------------- | ------------------------------------------- | ------------ |
| 98                                       | Water toboggan                                        | Inconnu          |                                             | 1897         |
| 320                                      | Arrivée d’un train à Battery Place                    | Alexandre Promio | Station de Battery Place, New York          | 1896         |
| 327                                      | Patineurs au Parc central                             | id.              | Central Park, New York                      | id.          |
| 336                                      | Défilé de policemen                                   | Alexandre Promio | Michigan Avenue (Chicago)                   | 1896         |
| 338                                      | Grande Roue                                           | id.              | Angle de Wrighwood et Clark Street, Chicago | id.          |
| Le Wild West Show                        |                                                       |                  |                                             |              |
| 559 à 661                                | Buffalo Bill i, ii, iii                               | Inconnu          | États-Unis                                  | 1897         |
| Vues : Villes et paysages                |                                                       |                  |                                             |              |
| 319                                      | Broadway                                              | Alexandre Promio | Broadway                                    | 1896         |
| 321                                      | Pont de Brooklyn                                      | id.              | Pont de Brooklyn, New York                  | id.          |
| 322                                      | Métropolitain                                         | id.              | Station de Battery Place                    | id.          |
| 323                                      | Broadway et Wall Street                               | id.              | Angle de Broadway et de Wall Street         | id.          |
| 324                                      | Descente des voyageurs du pont de Brooklyn            | id.              | New York                                    | id.          |
| 325                                      | Avenue et Union Square                                | id.              | Union Square (New York)                     | id.          |
| 326                                      | Broadway et Reade Street                              | id.              | Reade Street, New York                      | id.          |
| 328                                      | Broadway et Union Square                              | id.              | Union Square, New York                      | id.          |
| 329                                      | Whitehall Street                                      | id.              | Whitehall Street, New York                  | id.          |
| 331                                      | Washington Street                                     | id.              | Washington Street, Boston                   | id.          |
| 332                                      | Market Street                                         | id.              | Market Street, Boston                       | id.          |
| 333                                      | Commercial Street                                     | id.              | Commercial Street, Boston                   | id.          |
| 334                                      | Atlantic Avenue                                       | id.              | Atlantic Avenue, Boston                     | id.          |
| 335                                      | Tremont Row                                           | id.              | Tremont Row, Boston                         | id.          |
| 337                                      | Michigan Avenue                                       | id.              | Michigan Avenue, Chicago                    | id.          |
| 339                                      | Les Chutes                                            | id.              | Horseshoe Falls                             | id.          |
| 340                                      | Les Rapides                                           | id.              | Le Niagare                                  | id.          |
| 1330                                     | Fulton Street                                         | id.              | Fulton Street (Manhattan), New York         | id.          |
| Vues : Évènements officiels              |                                                       |                  |                                             |              |
| Entrée en fonction du président McKinley |                                                       |                  |                                             |              |
| 341                                      | Executive Mansion                                     | Félix Mesguich   | Washington                                  | 1897         |
| 342                                      | Défilé de l’artillerie du district de Columbia        | id.              | id.                                         | id.          |
| 343                                      | Défilé du club républicain James Blaine               | id.              | id.                                         | id.          |
| 344                                      | Défilé de la garde nationale du district de Columbia  | id.              | id.                                         | id.          |
| 433                                      | Le président McKinley adressant son message au peuple | id.              | Le Capitole, Washington                     | id.          |

## Liste des films tournés enIndochine française
| Vue no                                               | Titre                                                                                     | Opérateur      | Lieu de tournage                                                      | Année         |
| Vues : Divers                                        | Vues : Divers                                                                             | Vues : Divers  | Vues : Divers                                                         | Vues : Divers |
| ---------------------------------------------------- | ----------------------------------------------------------------------------------------- | -------------- | --------------------------------------------------------------------- | ------------- |
| 1277                                                 | La Ferme Vaudelet et Faraud                                                               | Gabriel Veyre  | Phnom Penh                                                            | 1899          |
| 1295                                                 | Promenades des éléphants à Phnom Penh                                                     | id.            | id.                                                                   | id.           |
| 1297                                                 | Descente en charrettes à boeufs de la jetée d’Angkor Vat                                  | id.            | Angkor                                                                | id.           |
| 1268                                                 | Repas annamite                                                                            | id.            | Annam                                                                 | 1900          |
| 1270                                                 | Fumerie d’opium                                                                           | id.            | id.                                                                   | id.           |
| 1271                                                 | Enterrement annamite                                                                      | id.            | id.                                                                   | id.           |
| 1274                                                 | Enfants annamites ramassant des sapèques devant la pagode des dames                       | id.            | id.                                                                   | id.           |
| 1279                                                 | La Sortie de l’arsenal                                                                    | id.            | Arsenal de la marine, Saïgon (aujourd'hui Vietnam, Hô Chi Minh-Ville) | id.           |
| 1291                                                 | Mandarins venant saluer le roi                                                            | id.            | Palais royal, Hué                                                     | id.           |
| 1131                                                 | À bord du Tonkin : Le Saut à la corde                                                     | id.            | Mer de Chine                                                          | id.           |
| Vues : Villes et paysages                            |                                                                                           |                |                                                                       |               |
| 1296                                                 | Panorama pris d’une chaise à porteurs                                                     | id.            | Village de Namo, Annam                                                | id.           |
| 1298                                                 | Passage en chaises à porteurs au col des Nuages                                           | id.            | Col des Nuages, Annam                                                 | id.           |
| Vues : Spectacles                                    |                                                                                           |                |                                                                       |               |
| 1293 et 1294                                         | Danseuses cambodgiennes du roi Norodom i, ii                                              | Gabriel Veyre  | Cour du palais royal, Phnom Penh                                      | 1899          |
| 1292                                                 | Danse d’Annam                                                                             | id.            | Annam                                                                 | 1900          |
| Fêtes pour la visite du prince Valdemar en Indochine |                                                                                           |                |                                                                       |               |
| 1262                                                 | Défilé de l’infanterie de marine                                                          | Gabriel Veyre  | boulevard Norodom, Saïgon (aujourd'hui Vietnam, Hô Chi Minh-Ville)    | 1900          |
| 1263                                                 | Revue des troupes                                                                         | id.            | id.                                                                   | id.           |
| 1264                                                 | Les Tirailleurs                                                                           | id.            | id.                                                                   | id.           |
| 1265                                                 | La Foule après la revue des troupes                                                       | id.            | id.                                                                   | id.           |
| 1272 et 1273                                         | Fête des fleurs i, ii                                                                     | id.            | id.                                                                   | id.           |
| 1280 à 1284                                          | Promenade du dragon à Cholon i, ii, iii, iv, v                                            | id.            | id.                                                                   | id.           |
| 1287                                                 | Le Gouverneur général se rendant à bord de La Tamise pour assister aux courses de régates | id.            | id.                                                                   | id.           |
| 1288 et 1289                                         | Courses d’ensemble des régates i, ii                                                      | id.            | id.                                                                   | id.           |
| Vues : Travail, chantiers                            |                                                                                           |                |                                                                       |               |
| 743                                                  | Coolies à Saigon                                                                          | Constant Girel | Saïgon (aujourd'hui Vietnam, Hô Chi Minh-Ville), Cochinchine          | 1896          |
| 1269                                                 | Faucheurs annamites                                                                       | Gabriel Veyre  | Annam                                                                 | 1900          |
| 1275                                                 | Sortie de la briqueterie Meffre et Bourgoin à Hanoi                                       | id.            | Hanoï, Tonkin                                                         | 1900          |
| 1276                                                 | Déchargement du four à briques                                                            | id.            | id.                                                                   | id.           |
| 1278                                                 | Les Mines de charbon de Hon Gay                                                           | id.            | Hongay, Tonkin                                                        | id.           |
| 1285                                                 | Transport des bois par radeaux                                                            | id.            | Hanoï, Tonkin                                                         | id.           |
| 1286                                                 | Embarquement d’un boeuf à bord d’un navire                                                | id.            | Tonkin                                                                | id.           |
| Vues : Militaires                                    |                                                                                           |                |                                                                       |               |
| 1261                                                 | La Garde d’honneur du gouverneur général                                                  | Gabriel Veyre  | Cochinchine                                                           | 1900          |
| 1266 et 1267                                         | Tirailleurs annamites i, ii                                                               | id.            | Annam                                                                 | id.           |
| Vues : Évènements officiels                          |                                                                                           |                |                                                                       |               |
| 1290                                                 | Le roi du Cambodge se rendant au palais                                                   | Gabriel Veyre  | Cour du palais royal, Phnom Penh                                      | 1899          |

## Liste des films tournés enItalie
| Vue no                                              | Titre                                                                               | Opérateur                            | Lieu de tournage                                                 | Année         |
| Vues : Divers                                       | Vues : Divers                                                                       | Vues : Divers                        | Vues : Divers                                                    | Vues : Divers |
| --------------------------------------------------- | ----------------------------------------------------------------------------------- | ------------------------------------ | ---------------------------------------------------------------- | ------------- |
| 15                                                  | Bal d’enfants                                                                       | inconnu                              | Institut Monti-Alby ,Turin                                       | 1896          |
| 277                                                 | Bains de Diane découverts à Milan                                                   | Giuseppe Filippi                     | Bains de Diane, Milan                                            | 1896          |
| 291                                                 | Arrivée en gondole                                                                  | Charles Moisson                      | Venise                                                           | 1896          |
| 292                                                 | les pigeons de la place Saint-Marc                                                  | Charles Moisson                      | Place Saint-Marc (Venise)                                        | 1896          |
| 629                                                 | Lancement du cuirassé « Varese » à Livourne                                         | Ugo Bettini                          | Chantier naval Orlando, Livourne                                 | 1897          |
| 632                                                 | Train sortant d’un tunnel à Carrare                                                 | Inconnu                              | Carrare                                                          | 1897          |
| 633                                                 | Les canotiers de Milan                                                              | id.                                  | Milan                                                            | 1897          |
| 764                                                 | Une partie de cartes interrompue                                                    | id.                                  | Italie                                                           | 1897          |
| 782                                                 | Lancement du cuirassé « Emmanuel-Philibert » à Castellamare                         | id.                                  | Castellammare di Stabia                                          | 1897          |
| 835                                                 | Le Décrotteur                                                                       | id.                                  | Italie                                                           | 1898          |
| 1051                                                | La Duchesse d’Aoste à l’exposition                                                  | id.                                  | Exposition nationale d'art-sacré, Turin                          | 1898          |
| 1060, perdu                                         | Sortie du sanctuaire de Pompéi                                                      | id.                                  | Pompéi                                                           | 1901          |
| 1096                                                | Mauvais temps au port                                                               | id.                                  | Italie                                                           | 1899          |
| Vues : Villes et paysages                           |                                                                                     |                                      |                                                                  |               |
| 276                                                 | Via Carlo Alberto                                                                   | id.                                  | Via Carlo Alberto,Gênes                                          | 1897          |
| 278                                                 | La Place du Dôme                                                                    | Charles Moisson                      | Place du Dôme, Milan                                             | 1896          |
| 280                                                 | La Via Marina                                                                       | Inconnu                              | Via Marina, Naples                                               | 1896          |
| 281, perdu                                          | La Via Roma                                                                         | Inconnu                              | Via Roma, Naples                                                 | 1896          |
| 282                                                 | Le Port et Le Vésuve à Naples                                                       | Inconnu                              | Port de Santa Lucia, Naples                                      | 1897          |
| 285, perdu                                          | La Piazza Colonna                                                                   | Charles Moisson                      | Piazza Colonna, Rome                                             | 1896          |
| 286                                                 | La Piazza Termini                                                                   | Inconnu                              | Piazza dell'Esedra (aujourd'hui piazza della Repubblica), Rome   | 1896          |
| 287, perdu                                          | La Fontaine de Trevi                                                                | Inconnu                              | Fontaine de Trevi, Rome                                          | 1896          |
| 288                                                 | La Gare de Rome                                                                     | Charles Moisson                      | Piazza dei Cinquecento, Rome                                     | 1897          |
| 290                                                 | Le Forum de Rome                                                                    | Inconnu                              | Rome                                                             | 1896          |
| 293                                                 | Tramway sur le Grand Canal de Venise                                                | Charles Moisson                      | Venise                                                           | 1896          |
| 294                                                 | Le Grand Canal de Venise avec barques                                               | Inconnu                              | Venise                                                           | 1897          |
| 295                                                 | Panorama du Grand Canal pris d'un bateau                                            | Alexandre Promio                     | Venise                                                           | 1896          |
| 296                                                 | Panorama de la place Saint-Marc pris d'un bateau                                    | Alexandre Promio                     | Venise                                                           | 1896          |
| 429                                                 | Pont Ripetta à Rome                                                                 | Inconnu                              | Rome                                                             | 1896          |
| 430                                                 | Place Saint-Marc à Venise                                                           | id.                                  | Venise                                                           | 1897          |
| 431, perdu                                          | Une rue de Naples                                                                   | Inconnu                              | Naples                                                           | 1896          |
| 432                                                 | Santa Lucia à Naples                                                                | id.                                  | Naples                                                           | 1896          |
| Vues : Travail, chantiers                           |                                                                                     |                                      |                                                                  |               |
| 58                                                  | La Levée de filets de pêche                                                         | Inconnu                              | Naples                                                           | 1896          |
| Vues : Spectacles                                   |                                                                                     |                                      |                                                                  |               |
| 289                                                 | Danse des Ciociari                                                                  | Inconnu                              | Piazza di Spagna, Rome                                           | 1897          |
| 655                                                 | La tarentelle en Italie                                                             | id.                                  | Italie                                                           | 1897          |
| 765                                                 | Danse serpentine i, ii                                                              | id.                                  | Rome                                                             | 1897          |
| 1089                                                | Danse saltarello romano                                                             | id.                                  | Italie                                                           | 1900          |
| 1090                                                | Danse tarentelle à Sorrente                                                         | id.                                  | Sorrente                                                         | 1900          |
| 1091                                                | Danse russe du trio Natta                                                           | id.                                  | Italie                                                           | 1900          |
| 1092                                                | Danse écossaise du trio Natta                                                       | id.                                  | Italie                                                           | 1900          |
| La poupée (théâtre)                                 |                                                                                     |                                      |                                                                  |               |
| 1104                                                | Acte i : Chœur des prêtres                                                          | Inconnu                              | Rome                                                             | 1901          |
| 1105                                                | Acte ii : Le curé et les mannequins                                                 | id.                                  | id.                                                              | id.           |
| 1106                                                | Acte iii : La poupée                                                                | id.                                  | id.                                                              | id.           |
| Vues : Sports                                       |                                                                                     |                                      |                                                                  |               |
| 634                                                 | Le défilé des cyclistes au Vélo-club de Milan                                       | Inconnu                              | Milan                                                            | 1897          |
| 999                                                 | Exercices de gymnastique                                                            | Inconnu                              | Italie                                                           | 1898          |
| 1057                                                | Les gymnastes à Turin                                                               | Inconnu                              | Exposition nationale et d'art sacré, jardins de la Citadelle     | 1898          |
| 1077                                                | Championnat de lutte                                                                | Inconnu                              | Jardins de la Citadelle, Exposition nationale d'art sacré, Turin | 1898          |
| 1078                                                | Assaut d’épée                                                                       | Inconnu                              | Rome                                                             | 1898          |
| 1079                                                | Assaut au sabre                                                                     | id.                                  | id.                                                              | id.           |
| 1080                                                | Assaut au fleuret                                                                   | id.                                  | id.                                                              | id.           |
| 1081 à 1085                                         | La Chasse au renard                                                                 | id.                                  | Campagne romaine                                                 | 1897          |
| 1093                                                | Départ de cyclistes à Rome                                                          | id.                                  | Rome                                                             | 1899          |
| 1094                                                | Arrivée de cyclistes à Turin                                                        | id.                                  | Pont Vittorio Emanuele I, Turin                                  | 1899          |
| 1095                                                | Sauts de face de jeunes Gymnastes                                                   | id.                                  | Italie                                                           | 1899          |
| Vues : Militaires                                   |                                                                                     |                                      |                                                                  |               |
| 297                                                 | Les Carabiniers à Rome                                                              | Inconnu                              | Castro Pretorio, Rome                                            | 1896          |
| 298                                                 | L'Infanterie italienne à Rome                                                       | Inconnu                              | Castro Pretorio, Rome                                            | 1896          |
| 299                                                 | Les Bersagliers                                                                     | Constant Girel                       | Turin                                                            | 1896          |
| 1056                                                | Cortège de gymnastique devant Leurs Majestés                                        | Inconnu                              | Rome                                                             | 1898          |
| 1088                                                | Manoeuvres des pompiers au palais royal de Florence                                 | id.                                  | Palais royal, Florence                                           | 1899          |
| 1132                                                | Glissade de chevaux sur une forte rampe                                             | id.                                  | École d'équitation de Tor di Quinto, Rome                        | 1899          |
| Manœuvres de la 13e d'artillerie                    |                                                                                     |                                      |                                                                  |               |
| 1071                                                | Un passage difficile                                                                | Inconnu                              | Lombardie                                                        | 1899          |
| 1072                                                | Un arrêt dan le ravin                                                               | id.                                  | id.                                                              | id.           |
| Manœuvres de la cavalerie au Piémont                |                                                                                     |                                      |                                                                  |               |
| 1073                                                | Charge de front                                                                     | Inconnu                              | Piémont                                                          | 1899          |
| 1074                                                | Charge et sauts d’obstacles                                                         | id.                                  | id.                                                              | id.           |
| 1075                                                | Sauts                                                                               | id.                                  | id.                                                              | id.           |
| 1076                                                | Baignade de chevaux                                                                 | id.                                  | id.                                                              | id.           |
| Lancement du Varese                                 |                                                                                     |                                      |                                                                  |               |
| 1086                                                | Lancement du Varese à Livourne                                                      | Francesco Felicetti                  | Chantier naval Orlando, Livourne                                 | 1899          |
| 1087                                                | Sortie des invités et du public après le lancement                                  | id.                                  | id.                                                              | id.           |
| Vues : Évènements officiels                         |                                                                                     |                                      |                                                                  |               |
| 279                                                 | Le Roi et La Reine d’Italie                                                         | Constant Girel                       | Palais royal, Monza                                              | 1896          |
| 549                                                 | Le Roi d’Italie et Le Prince Victor passant la revue                                | Vittorio Calcina                     | Turin                                                            | 187           |
| 550                                                 | Le Prince et la Princesse de Naples                                                 | Giuseppe Filippi ou Vittorio Calcina | Exposition des Arts et Fleur, Florence                           | 1897          |
| 1151                                                | Le roi Victor-Emmanuel iii se rendant au Sénat pour la cérémonie du serment         | Inconnu                              | Rome                                                             | 1900          |
| 1380                                                | Le Roi d’Angleterre et Le Roi d’Italie partant du Quirinal                          | id.                                  | Palais du Quirinal, Rome                                         | 1903          |
| 1391                                                | Mr le président et le roi Victor-Emmanuel III au Forum romain                       | id.                                  | Rome                                                             | 1904          |
| Mariage du prince Victor-Emmanuel                   |                                                                                     |                                      |                                                                  |               |
| 283                                                 | Cortège au mariage du prince de Naples                                              | Charles Moisson                      | Piazza dell'Esedra (aujourd'hui piazza della Repubblica), Rome   | 1896          |
| 284, perdu                                          | Fin du cortège au mariage du prince de Naples                                       | id.                                  | id.                                                              | id.           |
| Anniversaire du roi Humbert Ier                     |                                                                                     |                                      |                                                                  |               |
| 1052                                                | Arrivée de Leurs Majestés le roi et la reine à la revue du 14 mars 1899             | Inconnu                              | Castro Pretorio, Rome                                            | 1899          |
| 1053                                                | Arrivée du cortège royal à la revue de Rome                                         | id.                                  | id.                                                              | id.           |
| 1054                                                | Départ du cortège royal à la revue de Rome                                          | id.                                  | id.                                                              | id.           |
| 1055                                                | Bersagliers cyclistes à la revue                                                    | id.                                  | id.                                                              | id.           |
| Visite de l'empereur Guillaume II à Venise          |                                                                                     |                                      |                                                                  |               |
| 1058                                                | Arrivée en gondole des souverains d’Allemagne et d’Italie au palais royal de Venise | Vittorio Calcina                     | Palais royal, Venise                                             | 1898          |
| 1059                                                | Départ en gondole de Leurs Majestés                                                 | id.                                  | id.                                                              | id.           |
| Voyage du roi Humbert Ier en Sardaigne              |                                                                                     |                                      |                                                                  |               |
| 1061                                                | Cuirassés de l’escadre française sur les côtes de Sardaigne                         | Francesco Felicetti                  | Baie de Cagliari, Cagliari                                       | 1899          |
| 1062                                                | Cuirassés de l’escadre italienne                                                    | id.                                  | id.                                                              | id.           |
| 1063                                                | Inauguration du monument de Victor-Emmanuel à Sassari                               | id.                                  | Piazza d'Italia, Sassari                                         | id.           |
| 1064                                                | Visite de Leurs Majestés à la mine de fer                                           | id.                                  | Mines de fer, Monteponi                                          | id.           |
| 1065                                                | Cavalcade historique en Sardaigne                                                   | id.                                  | Avenue San Pietro, Sassari                                       | id.           |
| Inauguration du monument à Victor-Emmanuel          |                                                                                     |                                      |                                                                  |               |
| 1066                                                | Arrivée du roi et de son état-major à Turin                                         | Vittorio Calcina                     | Place d'Armes, Turin                                             | 1899          |
| 1067                                                | Défilé de l’infanterie à Turin                                                      | id.                                  | id.                                                              | id.           |
| 1068                                                | Défilé des bersagliers à Turin                                                      | id.                                  | id.                                                              | id.           |
| 1069-1070                                           | Défilé des vétérans en costumes anciens i, ii                                       | id.                                  | id.                                                              | id.           |
| Obsèques du roi Humbert Ier                         |                                                                                     |                                      |                                                                  |               |
| 1144                                                | Le Clergé et les Ministres                                                          | Inconnu                              | Rome                                                             | 1900          |
| 1145                                                | Les Députations des villes                                                          | id.                                  | id.                                                              | id.           |
| 1146                                                | Les Représentants de l’armée                                                        | id.                                  | id.                                                              | id.           |
| 1147                                                | Le Défilé des gendarmes                                                             | id.                                  | id.                                                              | id.           |
| 1148                                                | Les Représentants des villes et les Couronnes                                       | id.                                  | id.                                                              | id.           |
| 1149                                                | Le Génie et l’Académie militaire                                                    | id.                                  | id.                                                              | id.           |
| 1150                                                | Les Drapeaux et les Représentants                                                   | id.                                  | id.                                                              | id.           |
| Inauguration du monument au prince Amédée de Savoie |                                                                                     |                                      |                                                                  |               |
| 1343                                                | Arrivée de Leurs Majestés Le Roi et La Reine d’Italie                               | Inconnu                              | Parc du Valentino, Turin                                         | 1902          |
| 1344                                                | Les Souverains et La Famille royale                                                 | id.                                  | id.                                                              | id.           |
| 1345                                                | Arrivée du roi à l’exposition                                                       | id.                                  | id.                                                              | id.           |
| 1346                                                | Défilé des cavaliers du carrousel militaire                                         | id.                                  | id.                                                              | id.           |
| 1347                                                | Évolutions des quadrilles                                                           | id.                                  | id.                                                              | id.           |

## Liste des films tournés auJapon
| Vue no                    | Titre                                       | Opérateur          | Lieu de tournage                                | Année         |
| Vues : Divers             | Vues : Divers                               | Vues : Divers      | Vues : Divers                                   | Vues : Divers |
| ------------------------- | ------------------------------------------- | ------------------ | ----------------------------------------------- | ------------- |
| 733                       | Dîner japonais                              | Constant Girel     | Kyoto, Honshū                                   | 1897          |
| 734                       | Repas en famille                            | id.                | Inabata, Honshū,                                | id.           |
| 735                       | Arrivée d’un train                          | id.                | Nagoya, Honshū                                  | id.           |
| 739                       | Procession shintoïste                       | id.                | Kyoto, Honshu                                   | id.           |
| 741 et 742                | Les Aïnous à Yeso i, ii                     | id.                | Environ de Muroran, Yéso (aujourd'hui Hokkaidō) | id.           |
| 980                       | Sortie d’un temple shintoïste               | id.                | Temple Yasaka-jinja, Kyoto, Honshu              | id.           |
| 1027                      | Japonaise faisant sa toilette               | Gabriel Veyre      | Tokyo, Honshu                                   | 1899          |
| 1028                      | Retour des courses                          | id.                | Yokohama, Honshu                                | id.           |
| Vues : Villes et paysages |                                             |                    |                                                 |               |
| 737                       | Un pont à Kyoto                             | Constant Girel     | Pont Shijo Kobashi, Kyoto, Honshū               | 1897          |
| 738                       | Une rue à Tokyo                             | id.                | Quartier de Nihombashi-Ginza, Kyoto, Honshū     | id.           |
| 981 et 982                | Une rue à Tokyoi, ii                        | Tsunekichi Shibata | Près du palais Impérial, Tokyo, Honshū          | 1898          |
| 983                       | Une avenue à Tokyo                          | id.                | Près du palais Impérial, Tokio, Honshu          | id.           |
| 984                       | Une place publique à Tokyo                  | id.                | Près du palais Impérial, Tokyo, Honshu          | id.           |
| 985                       | Station du chemin de fer de Tokyo           | id.                | Gare de Shinbashi, Tokyo, Honshu                | id.           |
| Vues : Spectacles         |                                             |                    |                                                 |               |
| 740                       | Danseuses japonaises                        | Constant Girel     | Kyoto, Honshū                                   | 1897          |
| 975                       | Une scène au théâtre japonais               | id.                | Osaka, Honshu                                   | id.           |
| 976                       | Acteurs japonais : Danse d’homme            | Constant Girel     | Osaka, Honshu                                   | 1897          |
| 977                       | Acteurs japonais : exercice de la perruque  | id.                | id.                                             | id.           |
| 978                       | Acteurs japonais : bataille au sabre        | id.                | id.                                             | id.           |
| 979                       | La Danse des éventails                      | id.                | Honshu                                          | id.           |
| 1021 à 1025               | Danse japonaise i, ii, iii, iv, v           | Gabriel Veyre      | Tokyo, Honshu                                   | 1899          |
| 1026                      | Chanteuse japonaise                         | id.                | Tokyo, Honshu                                   | id.           |
| Vues : Sports             |                                             |                    |                                                 |               |
| 925                       | Lutteurs japonais                           | Constant Girel     | Kyoto, Honshū                                   | 1897          |
| 926                       | Escrime au sabre japonais                   | id.                | id.                                             | id.           |
| Vues : Travail, chantiers |                                             |                    |                                                 |               |
| 736                       | Déchargement dans un port                   | Constant Girel     | Yokohama, Honshū,                               | 1897          |
| 1029                      | Récolte du riz                              | Gabriel Veyre      | Tokyo, Honshu                                   | 1899          |
| 1030                      | Moulin à homme pour l’arrosage des rizières | id.                | id.                                             |               |

## Liste des films tournés auMexique
| Vue no                      | Titre                                       | Opérateur     | Lieu de tournage                                              | Année         |
| Vues : Divers               | Vues : Divers                               | Vues : Divers | Vues : Divers                                                 | Vues : Divers |
| --------------------------- | ------------------------------------------- | ------------- | ------------------------------------------------------------- | ------------- |
| 26                          | Combat de coqs                              | Gabriel Veyre | Guadalajara                                                   | 1896          |
| 35                          | Duel au pistolet                            | id.           | Parc de Chapultepec, Mexico                                   | id.           |
| 36                          | Défilé de jeunes filles au lycée            | id.           | Collège de la Paz, Mexico                                     | id.           |
| 347                         | Ruraux au galop                             | id.           | Mexico                                                        | id.           |
| 348                         | Le président en promenade                   | id.           | Parc de Chapultepec, Mexico                                   | id.           |
| 351                         | Repas d’Indiens                             | id.           | Arbre de la Noche Triste, Popotla, Mexico                     | id.           |
| 355                         | Marché indien sur le canal de la Viga       | id.           | Mexico                                                        | id.           |
| 358                         | Bal espagnol dans la rue                    | id.           | id.                                                           | id.           |
| L'hacienda d'Atequiza       |                                             |               |                                                               |               |
| 350                         | Lassage d’un cheval sauvage                 | Gabriel Veyre | Ferme d'Atequiza, Guadalajara                                 | 1896          |
| 352                         | Lassage d’un boeuf sauvage                  | id.           | id.                                                           | id.           |
| 354                         | Lassage des boeufs pour le labour           | id.           | id.                                                           | id.           |
| 356                         | Cavalier sur un cheval rétif                | id.           | id.                                                           | id.           |
| 357                         | Baignade de chevaux                         | id.           | id.                                                           | id.           |
| Vues : Spectacles           |                                             |               |                                                               |               |
| 353                         | Danse mexicaine                             | Gabriel Veyre | Guadalajara                                                   | 1896          |
| Vues : Militaires           |                                             |               |                                                               |               |
| 349                         | Exercice à la baïonnette                    | Gabriel Veyre | École militaire, Chapultepec, Mexico                          | 1896          |
| Vues : Évènements officiels |                                             |               |                                                               |               |
| 345                         | Le Président prenant congé de ses ministres | Gabriel Veyre | Château de Chapultepec, Mexico                                | 1896          |
| 346                         | Transport de la cloche de l’Indépendance    | id.           | Avenue Juárez (aujourd'hui rue del Puente de la Leña), Mexico | id.           |

## Liste des films tournés enRoumanie
| Vue no        | Titre                                    | Opérateur     | Lieu de tournage               | Année         |
| Vues : Divers | Vues : Divers                            | Vues : Divers | Vues : Divers                  | Vues : Divers |
| ------------- | ---------------------------------------- | ------------- | ------------------------------ | ------------- |
| 551           | Roi et reine de Roumanie et leur escorte | Paul Menu     | Rue Calea Victoiriei, Bucarest | 1897          |

## Liste des films tournés auRoyaume-Uni
| Vue no                                             | Titre                                                    | Opérateur        | Lieu de tournage                                                                            | Année  |
| divers                                             | divers                                                   | divers           | divers                                                                                      | divers |
| -------------------------------------------------- | -------------------------------------------------------- | ---------------- | ------------------------------------------------------------------------------------------- | ------ |
| 45                                                 | Enfants pêchant des crevettes                            | Alexandre Promio | Grande-Bretagne                                                                             | 1896   |
| 54                                                 | Le Lion                                                  | id.              | Jardin zoologique de Regent's Park, Londres                                                 | id.    |
| 71                                                 | Les Pélicans                                             | id.              | id.                                                                                         | id.    |
| 95                                                 | Les Tigres                                               | id.              | id.                                                                                         | id.    |
| 251                                                | Hyde Park                                                | Inconnu          | Hyde Park, Londres                                                                          | 1896   |
| Villes et paysages                                 |                                                          |                  |                                                                                             |        |
| 247                                                | Cyclistes et cavaliers arrivant au cottage               | Charles Moisson  | Quartier de Hampstead, Londres                                                              | 1896   |
| 250                                                | Entrée du Cinématographe à Londres                       | id.              | Leicester Square, Londres                                                                   | id.    |
| 253                                                | Le Pont de la Tour                                       | Alexandre Promio | Tower Bridge, Londres                                                                       | 1896   |
| 254                                                | Pont de Westminster                                      | Inconnu          | Westminster Bridge, Londres                                                                 | 1896   |
| 255                                                | Piccadilly Circus                                        | Alexandre Promio | Piccadilly Circus, Londres                                                                  | 1896   |
| 256, perdu                                         | Regent Street                                            | Inconnu          | Regent Street, Londres                                                                      | 1896   |
| 425                                                | Entrée de Hyde Park                                      | Inconnu          | Hyde Park, Londres                                                                          | 1896   |
| 426                                                | Marble Arch                                              | Alexandre Promio | Marble Arch, Londres                                                                        | 1897   |
| 695                                                | Bateaux sur le lac de St James's Park                    | id.              | lac de St James's Park, Londres                                                             | id.    |
| 696                                                | Départ d’un bateau sur la Tamise                         | id.              | La Tamise, Londres                                                                          | id.    |
| 697                                                | Bateau à vapeur sur la Tamise                            | id.              | La Tamise, Londres                                                                          | id.    |
| 698                                                | Panorama du palais de Westminster pris de la Tamise      | id.              | Londres                                                                                     | id.    |
| 700                                                | Church Street                                            | id.              | Church Street, Liverpool                                                                    | id.    |
| 701                                                | Lime Street                                              | id.              | Lime Street, Liverpool                                                                      | id.    |
| 708                                                | O’Connel Bridge                                          | id.              | Dublin, Irlande (aujourd'hui Eire)                                                          | id.    |
| 709                                                | Départ de la gare de Dublin                              | id.              | Dublin                                                                                      | id.    |
| 719                                                | Castle Place                                             | id.              | Castle Place, Belfast, Irlande (aujourd'hui Irlande du Nord)                                | id.    |
| 720                                                | Queen’s Bridge                                           | id.              | Queen’s Bridge, Belfast                                                                     | id.    |
| 721                                                | Panorama de l’arrivée à Belfast                          | id.              | Belfast                                                                                     | id.    |
| 722                                                | Panorama du départ de Belfast                            | id.              | Belfast                                                                                     | id.    |
| 725                                                | Soundy Mounts                                            | id.              | Mourne Montains, Drogheda, Lurgan                                                           | id.    |
| 726                                                | Départ de Lurgan                                         | id.              | Lurgan                                                                                      | id.    |
| 730                                                | Départ de Dunmurry                                       | id.              | Dunmurry                                                                                    | id.    |
| 731                                                | Lisburn                                                  | id.              | Lisburn                                                                                     | id.    |
| 727 à 729                                          | Ligne de Belfast à Kingstowni, ii, iii                   | id.              | Drogheda                                                                                    | id.    |
| 732                                                | Arrivée à Kingstown                                      | id.              | Kingstown(aujourd'hui Dún Laoghaire)                                                        | id.    |
| Le port de Liverpool                               |                                                          |                  |                                                                                             |        |
| 702                                                | La Rade                                                  | Alexandre Promio | Estuaire de la Mersey, Liverpool                                                            | 1897   |
| 703                                                | Entrée dans Clarence Dock                                | id.              | Clarence Dock, Liverpool                                                                    | id.    |
| 704 à 707                                          | Panorama pris du chemin de fer électrique i, ii, iii, iv | id.              | Liverpool Overhead Railway,                                                                 | id.    |
| Spectacles                                         |                                                          |                  |                                                                                             |        |
| 30                                                 | Danse javanaise                                          | Alexandre Promio | Parc du Crystal Palace, Sydenham, Londres                                                   | 1896   |
| 53                                                 | Jongleur javanais                                        | id.              | id.                                                                                         | id.    |
| 114                                                | Le Géant et Le Nain                                      | Inconnu          | Grande-Bretagne                                                                             | 1896   |
| 249                                                | Danseuses des rues                                       | id.              | Dans la rue de Drury Lane, Londres                                                          | id.    |
| 252                                                | Nègres dansant dans la rue                               | Charles Moisson  | Une troupe de « minstrel show » devant le Restaurant Solferino, Rupert Street (en), Londres | 1896   |
| Sports                                             |                                                          |                  |                                                                                             |        |
| 16                                                 | Les Boxeurs                                              | Inconnu          | Grande-Bretagne                                                                             | 1896   |
| 56                                                 | Lutteurs javanais                                        | Alexandre Promio | Id                                                                                          | 1896   |
| 699                                                | Football                                                 | id.              | Londres                                                                                     | 1897   |
| Militaires                                         |                                                          |                  |                                                                                             |        |
| 246                                                | Alerte de pompiers                                       | Inconnu          | Londres                                                                                     | 1896   |
| 257                                                | Garde montante au palais de Buckingham                   | id.              | Buckingham Palace, Londres                                                                  | id.    |
| 258                                                | Gardes à cheval                                          | id.              | Londres                                                                                     | id.    |
| 520                                                | Garde descendante du palais Saint-James                  | Alexandre Promio | Saint-James Palace, Londres                                                                 | 1897   |
| 521                                                | Gardes écossais à Hyde Park                              | id.              | Hyde Park, Londres                                                                          | id.    |
| 522 à 525                                          | Gardes à pied i, ii, iii, iv                             | id.              | Hyde Park, Londres                                                                          | id.    |
| 723 à 724                                          | Les Pompiers de Belfast i, ii                            | id.              | Belfast                                                                                     | id.    |
| 710 et 711                                         | Les Pompiers de Dublin i, ii                             | id.              | Dublin                                                                                      | id.    |
| Le 13e régiment de hussards                        |                                                          |                  |                                                                                             |        |
| 712 à 718                                          | 13e hussards anglais i, ii, iii, iv, v, vi, vii          | Alexandre Promio | Dublin                                                                                      | 1897   |
| Évènements officiels                               |                                                          |                  |                                                                                             |        |
| 248                                                | Cortège au mariage de la princesse Maud                  | Alexandre Promio | St James's Street, Londres                                                                  | 1896   |
| Le Jubilé de la reine d'Angleterre                 |                                                          |                  |                                                                                             |        |
| 488                                                | La Reine arrivant de Windsor                             | Alexandre Promio | Londres                                                                                     | 1897   |
| 489                                                | La foule suivant le cortège                              | id.              | id.                                                                                         | id.    |
| 490 à 496                                          | Le Cortège i, ii, iii, iv, v, vi, vii                    | id.              | id.                                                                                         | id.    |
| Funérailles de la reine d'Angleterre               |                                                          |                  |                                                                                             |        |
| 1303                                               | Musique des Household et corps des volontaires           | Alexandre Promio | Londres                                                                                     | 1901   |
| 1304                                               | Troupes coloniales                                       | id.              | id.                                                                                         | id.    |
| 1305                                               | Bataillon Royal Irish Regiment                           | id.              | id.                                                                                         | id.    |
| 1306                                               | Armée indienne                                           | id.              | id.                                                                                         | id.    |
| 1307                                               | Irish Guards and Scots Guards                            | id.              | id.                                                                                         | id.    |
| 1308                                               | Royal Regiment d’artillerie                              | id.              | id.                                                                                         | id.    |
| 1309                                               | Hussards et dragons                                      | id.              | id.                                                                                         | id.    |
| 1310                                               | Le Char funèbre                                          | id.              | id.                                                                                         | id.    |
| 1311                                               | Carrosses de la cour                                     | id.              | id.                                                                                         | id.    |
| Couronnement de S. M. Édouard VII roi d'Angleterre |                                                          |                  |                                                                                             |        |
| 1329 à 1335                                        | Le Cortège i, ii, iii, iv, v, vi, vii                    | Inconnu          | Londres                                                                                     | 1902   |
| 1336 à 1339                                        | Retour du cortège après le couronnement i, ii, iii, iv   | id.              | id.                                                                                         | id.    |
| 1340                                               | Le Roi                                                   | id.              | id.                                                                                         | id.    |
| 1341                                               | Le Prince de Galles                                      | id.              | id.                                                                                         | id.    |
| 1342                                               | Fin du cortège                                           | id.              | id.                                                                                         | id.    |

## Liste des films tournés enRussie
| Vue no                                    | Titre                                                              | Opérateur        | Lieu de tournage                                                 | Année         |
| Vues : Divers                             | Vues : Divers                                                      | Vues : Divers    | Vues : Divers                                                    | Vues : Divers |
| ----------------------------------------- | ------------------------------------------------------------------ | ---------------- | ---------------------------------------------------------------- | ------------- |
| 1034                                      | Puits de pétrole à Bakou. Vue d’ensemble                           | Alexandre Michon | Plateau de Balakhani-Sabountchi, Bakou (aujourd'hui Azerbaïdjan) | 1899          |
| 1035                                      | Puits de pétrole à Bakou. Vue de près                              | id.              | id.                                                              | id.           |
| Vues : Villes et paysages                 |                                                                    |                  |                                                                  |               |
| 307                                       | La Rue Tverskaïa                                                   | Charles Moisson  | Rue Tverskaïa, Moscou                                            | 1896          |
| Vues : Spectacles                         |                                                                    |                  |                                                                  |               |
| 113                                       | Danse russe                                                        | Inconnu          | Théâtre Liviada, Saint-Pétersbourg                               | 1896          |
| Vues : Militaires                         |                                                                    |                  |                                                                  |               |
| 781                                       | Dragons, charge et pied à terre                                    | Inconnu          | Russie                                                           | 1897          |
| Vues : Évènements officiels               |                                                                    |                  |                                                                  |               |
| Couronnement du tsar Nicolas II à Moscou  |                                                                    |                  |                                                                  |               |
| 300                                       | Les Souverains et Les Invités se rendant au sacre                  | Charles Moisson  | Escalier des Lions, Kremlin, Moscou                              | 1896          |
| 301                                       | L’Impératrice Mère et la Grande-Duchesse Eugénie en carrosse       | Francis Doublier | Moscou                                                           | id.           |
| 302                                       | Tsar et Tsarine entrant dans l’église de l’Assomption              | Francis Doublier | Place des Cathédrales                                            | id.           |
| 303                                       | Comte de Montebello et général de Boisdeffre se rendant au Kremlin | Charles Moisson  | Hôtel Cheremetiew (ambassade de France)                          | id.           |
| 304                                       | La Comtesse de Montebello                                          | id.              | id.                                                              | id.           |
| 305                                       | L'Amiral Sallandrouze et Le Général Tournier                       | id.              | id.                                                              | id.           |
| 306                                       | Députations asiatiques                                             | Charles Moisson  | Kremlin, Moscou                                                  | 1896          |
| 307                                       | Rue Tverskaïa                                                      | Charles Moisson  | Rue Tverskaïa, Moscou                                            | 1896          |
| Voyage du président Félix Faure en Russie |                                                                    |                  |                                                                  |               |
| 606                                       | Arrivée de M. le président à Saint-Pétersbourg                     | Alexandre Promio | Saint-Pétersbourg                                                | 1897          |
| 607                                       | M. le président passant devant la compagnie d’honneur              | id.              | id.                                                              | id.           |
| 608                                       | Défilé de la compagnie d’honneur                                   | id.              | id.                                                              | id.           |
| 609                                       | Arrivée de M. le président et du tsar à Peterhof                   | id.              | Peterhof                                                         | id.           |
| 610                                       | Suite du cortège passant devant l’amiral Avellan                   | id.              | id.                                                              | id.           |
| 611                                       | Officiers russes attachés au président et journalistes             | id.              | Devant le restaurant Contant, Saint-Pétersbourg                  | id.           |
| De 612 à 618                              | Revue de Krasnoïe Selo                                             | id.              | Krasnoïe Selo                                                    | id.           |
| 619                                       | Panorama de la ligne de Peterhof                                   | id.              | id.                                                              | id.           |

## Liste des films tournés enSuède
| Vue no                    | Titre                                              | Opérateur        | Lieu de tournage                                                               | Année         |
| Vues : Divers             | Vues : Divers                                      | Vues : Divers    | Vues : Divers                                                                  | Vues : Divers |
| ------------------------- | -------------------------------------------------- | ---------------- | ------------------------------------------------------------------------------ | ------------- |
| L'exposition de Stockholm |                                                    |                  |                                                                                |               |
| 533                       | Entrée du château dans le vieux Stockholm          | Alexandre Promio | Exposition industrielle, section « le Vieux Stockholm », Djurgården, Stockholm | 1897          |
| 534                       | Arrivée d’un bateau et débarquement à l’exposition | id.              | id.                                                                            | id.           |
| 535 et 536                | Arrivée de la garde au palais royal i, ii          | id.              | Palais royal de Stockholm                                                      | id.           |
| 537                       | Arrivée du roi à l’exposition                      | id.              | Exposition industrielle, Djurgården, Stockholm                                 | id.           |
| 538                       | Arrivée du kronprinz à l’exposition                | id.              | id.                                                                            | id.           |
| 539                       | Entrée du cortège royal à l’exposition             | id.              | id.                                                                            | id.           |
| 540                       | Une bataille dans le vieux Stockholm               | id.              | id.                                                                            | id.           |
| 541                       | Entrée de l’exposition                             | id.              | id.                                                                            | id.           |
| 542                       | Arrivée à l’exposition en bateau                   | id.              | id.                                                                            | id.           |
| Vues : Villes et paysages |                                                    |                  |                                                                                |               |
| 543                       | Les Chutes d'Avesta                                | Alexandre Promio | Avesta, Dalécarlie                                                             | 1897          |
| 547                       | Départ en chemin de fer à Saltsjöbaden             | id.              | Saltsjöbaden                                                                   | id.           |
| Le lac Mälaren            |                                                    |                  |                                                                                |               |
| 544                       | Kastellholmen                                      | Alexandre Promio | Lac Mälaren, Kastellholmen                                                     | 1897          |
| 545 et 546                | Norrström i, ii                                    | id.              | Norrström                                                                      | id.           |
| 548                       | Strandvägen                                        | id.              | Saltsjöbaden                                                                   | id.           |
| Vues : Sports             |                                                    |                  |                                                                                |               |
| 567                       | Une partie de lawn-tennis ii                       | Alexandre Promio | Saltsjöbaden                                                                   | 1897          |

## Liste des films tournés enSuisse
| Vue no                                      | Titre                                    | Opérateur        | Lieu de tournage                                      | Année         |
| Vues : Divers                               | Vues : Divers                            | Vues : Divers    | Vues : Divers                                         | Vues : Divers |
| ------------------------------------------- | ---------------------------------------- | ---------------- | ----------------------------------------------------- | ------------- |
| 315                                         | Procession                               | Constant Girel   | Interlaken                                            | 1896          |
| Fête des Narcisses à Montreux               |                                          |                  |                                                       |               |
| 1135                                        | Panorama de Montreux                     | Inconnu          | Grand-Rue, Montreux                                   | 1900          |
| 1136 et 1137                                | Fête des narcisses i, ii                 | id.              | jardin Anglais                                        | id.           |
| Le village Suisse de l'Exposition de Genève |                                          |                  |                                                       |               |
| 309                                         | Cascade                                  | Alexandre Promio | Exposition nationale, Village suisse, Genève          | 1896          |
| 310                                         | Cortège arabe                            | id.              | Palais des Fées                                       | id.           |
| 311                                         | Danse égyptienne                         | id.              | id.                                                   | id.           |
| 312                                         | Fête au village                          | id.              | Village suisse                                        | id.           |
| 313                                         | Rentrée à l’étable                       | id.              | id.                                                   | id.           |
| Vues : Villes et paysages                   |                                          |                  |                                                       |               |
| 308                                         | Pont sur le Rhin                         | Constant Girel   | Mittlere Brücke, Bâle                                 | 1896          |
| 314                                         | Place Bel-Air                            | Alexandre Promio | Place Bel-Air                                         | 1896          |
| 317 et 318                                  | Chutes du Rhin i, ii                     | Constant Girel   | Chutes du Rhin, Neuhausen am Rheinfall                | 1896          |
| 630                                         | Panorama dans les Alpes                  | Inconnu          | Zermatt, Viège                                        | 1897          |
| Vues : Travail, chantiers                   |                                          |                  |                                                       |               |
| 60                                          | Laveuses                                 | Alexandre Promio | Maison Lavanchy-Clarke, Genève                        | 1896          |
| 93                                          | Scieurs de bois                          | Constant Girel   | Place Saint-François, Lausanne                        | 1896          |
| Vues : Militaires                           |                                          |                  |                                                       |               |
| 316                                         | Défilé du 8e bataillon                   | Constant Girel   | Place Saint-François, Lausanne                        | 1896          |
| 631                                         | Exercices de tir par l'artillerie suisse | Inconnu          | Suisse                                                | 1897          |
| 927                                         | La Visite du major                       | Inconnu          | Lausanne                                              | 1898          |
| Vues : Évènements officiels                 |                                          |                  |                                                       |               |
| 786                                         | Arrivée du roi de Siam à Berne           | Inconnu          | Angle de la Schwanengasse et de la Bundesgasse, Berne | 1897          |

## Liste des films tournés enTunisie
| Vue no                                      | Titre                                                                         | Opérateur        | Lieu de tournage                   | Année         |
| Vues : Divers                               | Vues : Divers                                                                 | Vues : Divers    | Vues : Divers                      | Vues : Divers |
| ------------------------------------------- | ----------------------------------------------------------------------------- | ---------------- | ---------------------------------- | ------------- |
| 217                                         | Halte à la gare                                                               | Alexandre Promio | Hammam Lif                         | 1896          |
| Les marchés de Tunis                        |                                                                               |                  |                                    |               |
| 207                                         | Marché                                                                        | Alexandre Promio | Tunis                              | 1896          |
| 208                                         | Marché aux poissons                                                           | id.              | id.                                | id.           |
| 209                                         | Marché aux légumes                                                            | id.              | id.                                | id.           |
| 215                                         | Souk-El-Bey                                                                   | id.              | id.                                | id.           |
| 216                                         | Marché aux charbons                                                           | id.              | id.                                | id.           |
| Vues : Villes et paysages                   |                                                                               |                  |                                    |               |
| Les rues de Tunis                           |                                                                               |                  |                                    |               |
| 210                                         | Rue et porte Bab-el-Khadra                                                    | Alexandre Promio | Rue Bab El Khadra, Tunis           | 1896          |
| 211                                         | Porte de France                                                               | id.              | Porte de France, Tunis             | id.           |
| 212                                         | Rue El-Halfaouine                                                             | id.              | rue El-Halfaouine, Tunis           | id.           |
| 213                                         | Rue Sidi-Ben-Arous                                                            | id.              | Rue Sidi Ben Arous, Tunis          | id.           |
| 214                                         | Place Bab Souika                                                              | id.              | Place Bab Souika                   | id.           |
| Vues : Évènements officiels                 |                                                                               |                  |                                    |               |
| 206                                         | Le Bey et Son Escorte                                                         | Alexandre Promio | Tunis                              | 1896          |
| Voyage du président Émile Loubet en Tunisie |                                                                               |                  |                                    |               |
| 1374                                        | Le Bey de Tunis et Les Personnages de sa suite descendant l’escalier du Bardo | Alexandre Promio | Palais du Bardo, Tunis             | 1903          |
| 1375                                        | Mr le président descendant l’escalier du Bardo                                | id.              | Palais du Bardo, Tunis             | id.           |
| 1376 à 1378                                 | Revue du Bardo i, ii, iii                                                     | id.              | Champ de manœuvres du Bardo, Tunis | id.           |
| 1379                                        | Entrée du « Charlemagne » à Bizerte                                           | id.              | Lac de Bizerte, Bizerte            | id.           |

## Liste des films tournés enTurquie ottomane
| Vue no                    | Titre                                           | Opérateur        | Lieu de tournage                                                               | Année         |
| Vues : Divers             | Vues : Divers                                   | Vues : Divers    | Vues : Divers                                                                  | Vues : Divers |
| ------------------------- | ----------------------------------------------- | ---------------- | ------------------------------------------------------------------------------ | ------------- |
| 407                       | Caravane de chameaux                            | Alexandre Promio | Jérusalem                                                                      | 1897          |
| 408                       | Départ de Jérusalem en chemin de fer            | id.              | Jérusalem                                                                      | id.           |
| 394                       | Arrivée d’un train                              | id.              | Jaffa (aujourd'hui Israël, Tel Aviv-Jaffa), Palestine                          | id.           |
| 395 à 397                 | Le Marché à Jaffa i, ii, iii                    | id.              | Jaffa                                                                          | id.           |
| 398                       | Débarquement d’une barque                       | id.              | id.                                                                            | id.           |
| 399                       | Panorama en chemin de fer                       | id.              | id.                                                                            | id.           |
| Vues : Villes et paysages |                                                 |                  |                                                                                |               |
| 400                       | Panorama en chemin de fer                       | Alexandre Promio | Jaffa                                                                          | 1897          |
| 401 et 402                | Porte de Jaffa i, ii                            | id.              | Porte de Jaffa, Jérusalem (aujourd'hui Israël), Palestine                      | id.           |
| 403                       | Le Saint-Sépulcre                               | id.              | Saint-Sépulcre, Jérusalem                                                      | id.           |
| 404                       | La Voie douloureuse                             | id.              | Voie douloureuse, Jérusalem                                                    | id.           |
| 405                       | La Voie douloureuse et Entrée du Saint-Sépulcre | id.              | Saint-Sépulcre, Jérusalem                                                      | id.           |
| 406                       | Une rue                                         | id.              | Jérusalem                                                                      | id.           |
| 409                       | Une place                                       | id.              | Place de la Crèche, Bethléem, (aujourd'hui Cisjordanie)                        | id.           |
| 410                       | Place des Canons                                | id.              | place des Canons (aujourd'hui Place des Martyrs), Beyrouth (aujourd'hui Liban) | id.           |
| 411                       | Souk-Abou-el-Nassahr                            | id.              | Souk-Abou-el-Nassahr                                                           | id.           |
| 412                       | Une place à Damas                               | id.              | Damas (aujourd'hui Syrie)                                                      | id.           |
| 413                       | Souk-el-Fakhra                                  | id.              | Souk-el-Fakhra, Damas                                                          | id.           |
| Le Bosphore               |                                                 |                  |                                                                                |               |
| 416                       | Panorama de la Corne d’Or                       | Alexandre Promio | Corne d'Or, le Bosphore, Istanbul                                              | 1897          |
| 417                       | Panorama des rives du Bosphore                  | id.              | Le Bosphore                                                                    | id.           |